# Élections régionales de 2004 à Madère

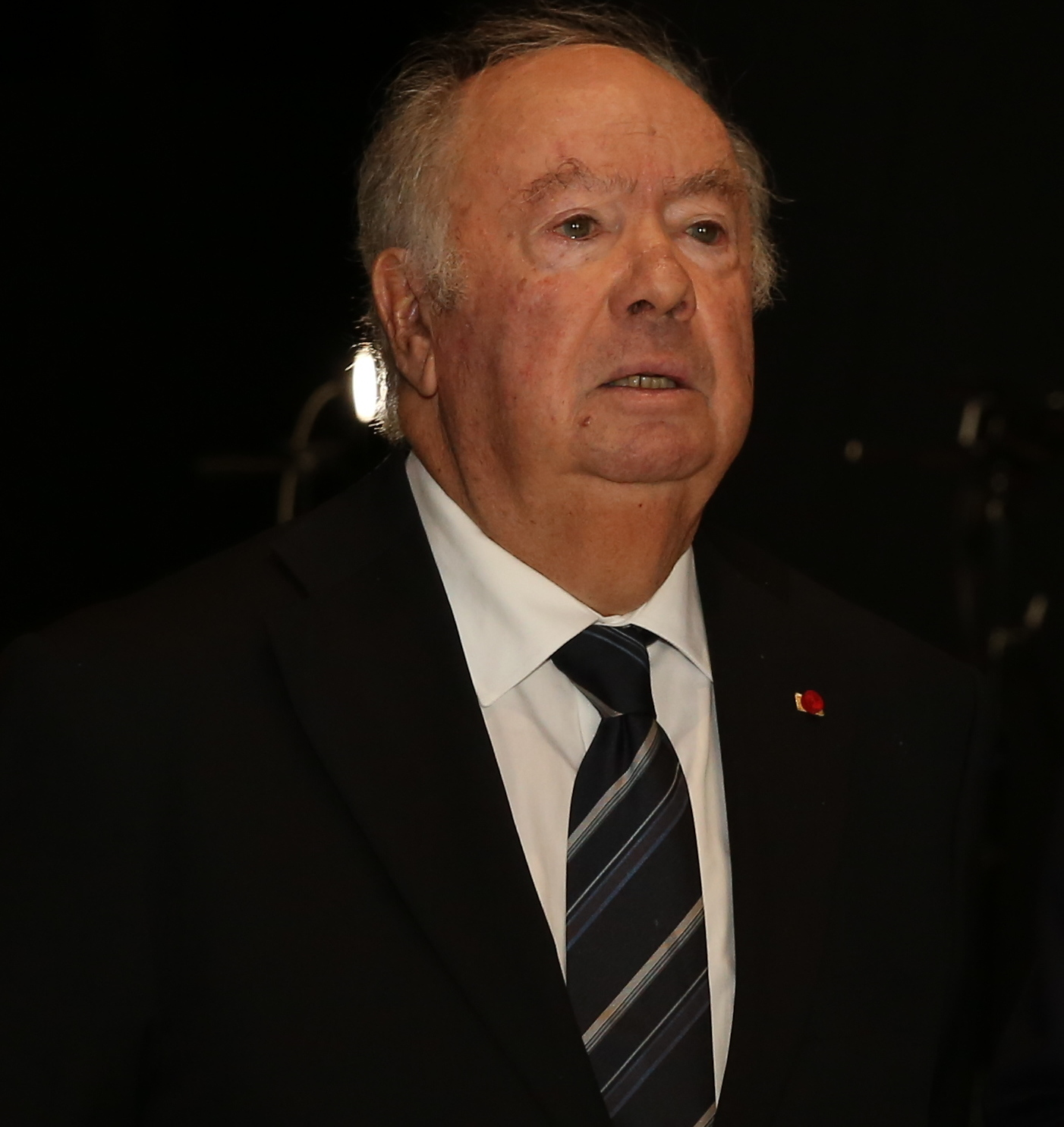
Alberto João Jardim, président du gouvernement régional à l'issue du scrutin.

Les élections régionales de 2004 (en portugais : Eleições legislativas regionais na Madeira em 2004) se sont tenues le 17 octobre 2004 à Madère afin d'élire les 68 députés de l'Assemblée législative.

## Résultats
| Partis                   | Partis                                | Voix    | %     | Sièges | +/-           |
| ------------------------ | ------------------------------------- | ------- | ----- | ------ | ------------- |
|                          | Parti social-démocrate (PPD/PSD)      | 73 973  | 53,71 | 44     | 3             |
|                          | Parti socialiste (PS)                 | 37 751  | 27,41 | 19     | 6             |
|                          | CDS – Parti populaire (CDS-PP)        | 9 691   | 7,04  | 2      | 1             |
|                          | Coalition démocratique unitaire (CDU) | 7 590   | 5,51  | 2      | en stagnation |
|                          | Bloc de gauche (BE)                   | 5 035   | 3,66  | 1      | Nv.           |
|                          | Votes blancs                          | 1 425   | 1,03  |        |               |
|                          | Votes nuls                            | 2 269   | 1,65  |        |               |
|                          |                                       |         |       |        |               |
| Total                    | Total                                 | 137 734 | 100   | 68     | 7             |
| Abstentions              | Abstentions                           | 90 040  | 39,53 |        |               |
| Inscrits / participation | Inscrits / participation              | 227 774 | 60,47 |        |               |